# Tilapia (rod)
Tilapia je velký rod cichlidovitých ryb, vyskytujících se endemicky pouze v Africe, kromě jediného druhu (T. zillii), který se objevuje též na Středním východě. Český rodový název je tilápie. Převážná většina druhů je z tropické západní a střední Afriky, ale je zde pár druhů vyskytujících se v ostatních částech Afriky. Některé druhy mají dosti omezená místa výskytu (například čtyři jsou pouze v jezeře Ejagham a devět pouze v jezeře Bermin) a jsou vysoce ohrožené.

## Druhy
- Tilapia bakossiorum Stiassny, Schliewen & Dominey, 1992
- Tilapia baloni Trewavas & Stewart, 1975
- Tilapia bemini Thys van den Audenaerde, 1972
- Tilapia bilineata Pellegrin, 1900
- Tilapia brevimanus Boulenger, 1911
- Tilapia busumana Günther, 1903
- Tilapia buttikoferi Hubrecht, 1881 – tilápie zebrovaná (Zebra tilapia)
- Tilapia bythobates Stiassny, Schliewen & Dominey, 1992
- Tilapia cabrae Boulenger, 1899
- Tilapia cameronensis Holly, 1927
- Tilapia camerunensis Lönnberg, 1903
- Tilapia cessiana Thys van den Audenaerde, 1968
- Tilapia coffea Thys van den Audenaerde, 1970
- Tilapia congica Poll & Thys van den Audenaerde, 1960
- Tilapia dageti Thys van den Audenaerde, 1971
- Tilapia deckerti Thys van den Audenaerde, 1967
- Tilapia discolor Günther, 1903
- Tilapia ejagham Dunz & Schliewen, 2010[1]
- Tilapia flava Stiassny, Schliewen & Dominey, 1992
- Tilapia fusiforme Dunz & Schliewen, 2010[1]
- Tilapia guinasana Trewavas, 1936
- Tilapia guineensis Günther, 1862
- Tilapia gutturosa Stiassny, Schliewen & Dominey, 1992
- Tilapia imbriferna Stiassny, Schliewen & Dominey, 1992
- Tilapia ismailiaensis Mekkawy, 1995
- Tilapia jallae Boulenger, 1896
- Tilapia joka Thys van den Audenaerde, 1969
- Tilapia kottae Lönnberg, 1904
- Tilapia louka Thys van den Audenaerde, 1969
- Tilapia margaritacea Boulenger, 1916
- Tilapia mariae Boulenger, 1899 – tilápie Mariina (Spotted tilapia)
- Tilapia nigrans Dunz & Schliewen, 2010[1]
- Tilapia nyongana Thys van den Audenaerde, 1971
- Tilapia rendalli Boulenger, 1897
- Tilapia rheophila Daget, 1962
- Tilapia ruweti Poll & Thys van den Audenaerde, 1965
- Tilapia snyderae Stiassny, Schliewen & Dominey, 1992
- Tilapia sparrmanii Smith, 1840 – tilápie Sparrmanova (Banded tilapia)
- Tilapia spongotroktis Stiassny, Schliewen & Dominey, 1992
- Tilapia tholloni Sauvage, 1884)
- Tilapia thysi Stiassny, Schliewen & Dominey, 1992
- Tilapia walteri Thys van den Audenaerde, 1968
- Tilapia zillii Gervais, 1848